# مارکو آئوریلیو سیلوا بوسینانی
مارکو آئوریلیو سیلوا بوسینانی (به پرتغالی: Marco Aurelio Silva Businhani) مهاجم اهل برزیل است که در شهر برزیل و در تاریخ ۸ فوریهٔ ۱۹۷۲ به دنیا آمده‌است.
مارکو آئوریلیو سیلوا بوسینانی در تیم‌های فوتبال شیمیزو اس-پالس سابقهٔ حضور دارد.